# Dave Murray
Dave Murray, britanski kitarist, * 23. december 1956, London
Dave Murray se je pridružil zasedbi Iron Maiden leta 1975 - dva meseca zatem, ko je skupina nastala. Sodeloval je kot skladatelj in kitarist na vseh albumih, ki so jih izdali od leta 1977 dalje.

## Diskografija

### Iron Maiden
- Iron Maiden (1980)
- Killers (1981)
- The Number of the Beast (1982)
- Piece of Mind (1983)
- Powerslave (1984)
- Live After Death (1985)
- Somewhere in Time (1986)
- Seventh Son of a Seventh Son (1988)
- No Prayer for the Dying (1990)
- Fear of the Dark (1992)
- A Real Live One (1993)
- A Real Dead One (1993)
- Live at Donington (1993)
- The X Factor (1995)
- Virtual XI (1998)
- Brave New World (2000)
- Rock in Rio (2002)
- Dance of Death (2003)
- Death on the Road (2005)
- A Matter of Life and Death (2006)
- The Final Frontier (2010)
- The Book of Souls (2015)
- Senjutsu (2021)

### Glasbeni gost
- Hear 'n Aid (1985) – »Stars«
- Psycho Motel (1997) – »With You Again«